# فنسنت هنري
فنسنت هنري (بالإنجليزية: Vincent Henry)‏ هو عازف ساكسفون أمريكي، ولد في 1953 في نيويورك في الولايات المتحدة.

## وصلات خارجية
- فنسنت هنري على موقع ميوزك برينز (الإنجليزية)
- فنسنت هنري على موقع أول ميوزيك (الإنجليزية)
- فنسنت هنري على موقع ديسكوغز (الإنجليزية)